# Myslovitz
Myslovitz — польський рок-гурт, заснований у 1992 році в Мисловицях (Польща) Артуром Роєком, Войцехом Повагою, Яцеком Кудерським та Войцехом Кудерським. Загалом їхню музику можна охарактеризувати як гітарний рок із деяким вкрапленням меланхолійних мотивів, найчастіше її окреслюють як інді-рок. Вона також містить деякі елементи коледж-року і шугейзингу. Критики часто називають їх «польським Radiohead», однак їхня музика скоріше асоціюється з такими гуртами як Coldplay і Travis, також із раннім періодом Radiohead. З 2003 року компанія EMI, а також MTV Europe просувають їх на міжнародному ринку. В 2005 Myslovitz визнано найпопулярнішим польським проектом за кордоном. Назва гурту походить від німецької назви рідного міста музикантів — Myslowitz, розташованого на Сілезії.

## Склад
- Артур Роєк — вокал, гітара
- Войцех Повага — гітара
- Пшемислав Мишор — гітара, клавішні
- Яцек Кудерський — бас-гітара
- Войцех Кудерський — ударні

## Історія
Гітарист і вокаліст Артур Роєк (нар. 1972) заснував гурт у 1992 році під назвою The Freshmen (назва Myslovitz з'явилась пізніше, в 1994 році). Його надихнув фільм The Freshman з Марлоном Брандо в головній ролі, що вказує на захоплення кінематографом, яке буде мотивом, що проходить через усю кар'єру гурту. Ранній період характеризувався дещо панковим стилем, що визнає сам Роєк: «Я заснував Myslovitz у 1992 році. Тоді я мав 20 років і жодного поняття, як робиться хороша музика. Ясно, що я був великим фаном декількох британських гуртів (Ride, Stone Roses, My Bloody Valentine, Housemartins), але на гітарі я не вмів грати анітрохи. Після кількох місяців репетицій […] я вирішив, що повинен залатати діри у своїй музичній освіті […] хаосом (чим більший, тим ліпший)».
Попри це, їм удалося привернути увагу медіа, вигравши декілька значущих конкурсів для молодих музикантів. Їхній перший виступ відбувся у студентському «Олімпі» при AWF Катовиці як «розігрів» гурту General Stilwell. Конкурсні нагороди відкрили їм дорогу до перших професійних сесій звукозапису в студії Радіо Лодзь. У 1994 вони підписали контракт з MJM Music Polska і записали свій перший альбом під назвою Myslovitz. Продюсером став Ян Харіс, який раніше співпрацював у тому числі з Joy Division, New Order і The Exploited. Після видання в 1995 диск отримав схвальні відгуки і був названий «дебютом року» декількома музичними журналами. Деякі критики порівнювали дебютантів із гуртом Oasis, який був тоді на вершині популярності.
В 1995 гурт отримав нагороду радіо RMF FM — «Недооцінені ’95».
В 1996 до гурту приєднався третій гітарист і клавішник, Пшемислав Мишор. Звукозаписувальна компанія Sony Music Польща видала другий альбом гурту Sun Machine. На диску знаходилися два дещо нагадуючі стилем музику Beatles хіти — Z twarzą Marilyn Monroe («З обличчям Мерилін Монро») і Peggy Brown. Останній є кавер-версією їх знайомого мисловицького гурту з текстом ірландського «народного барда» Turlough O'Carolan у перекладі польського поета й перекладача Ернеста Бриля.
Роком пізніше гурт видає третій альбом Z rozmyślań przy śniadaniu («З роздумів за сніданком»), що знаменує тенденцію у напрямку до більш відшліфованої музики та текстів, більш звернених на самоспоглядання. В той же час захоплення Myslovitz кінематографом стає все виразнішим. У текстах і назвах можна знайти багато натяків та прив'язок до фільмів, та й сама музика також неначе відтворює атмосферу кінофільму.
Зацікавлення гурту кінематографом помітне також у написанні звукових доріжок до фільмів. У 1998 записано незвичайний твір To nie był film («Це був не фільм») до фільму Młode wilki ½ («Молоді вовки ½»). Текст посилався на широко обговорювану в польських мас-медіа хвилю брутальних злочинів, учинених неповнолітніми в середині 1990-х років. Відвертий й дослівний показ насильства в тексті твору і супроводжуючому його відеокліпі (який пізніше було відзначено нагородою «Фридерик») викликав широкі дискусії і призвів до бойкоту пісні й відеокліпа польськими радіостанціями та телеканалами.
В 1998 гурт уперше виступає за кордоном: у Стокгольмі, Штуттґарті та Нью-Йорку.
Переломним для гурту став 1999 рік, коли їхній четвертий альбом Miłość w czasach popkultury («Любов за часів поп-культури») швидко здобув «платину» (150 тисяч проданих екземплярів). Нині він уже має статус двічі платинового. Синґл Długość dźwięku samotności («Тривалість звуку самотності») є поки що найбільшим хітом гурту.
У 2000 році Myslovitz знову брав участь у появі музики до фільму, створюючи та записуючи пісню Polowanie na wielbłąda («Полювання на верблюда») до фільму Duże zwierzę («Велика тварина») леґендарного польського актора і режисера Єжи Штура, а також синґл і два доти невидані твори до фільму Вальдемара Шарека To my («Це ми»). У 2003 році Myslovitz продовжує співпрацю зі Штуром, створюючи титульну пісню до його фільму Pogoda na jutro («Погода на завтра»). Вони також з'явились там в епізодичній ролі — як монахи-неофіти.
У перервах між виданням альбомів музиканти Myslovitz працювали також у інших колективах. Артур Роєк виступав у гурті Lenny Valentino і співпрацював із Анджеєм Смоліком. Пшемислав Мишор грав у гурті Delons, а Войцех Кудерський — у рок'н’рол-групі Penny Lane.
У 2002 році видано черговий альбом під назвою Korova Milky Bar ("Молочний бар «Корова»). Назва посилається на екранізацію роману Ентоні Бурґеса Механічний апельсин (англ. A Clockwork Orange) у постановці Стенлі Кубрика. У всьому альбомі домінують меланхолійні нотки, а музика, зарівно як і саркастичні тексти, створює пригнічуючий, майже депресивний настрій. Попри це, диск отримав статус платинового ще швидше, ніж його попередник, а синґли Acidland і Sprzedawcy marzeń («Продавці мрій») повторюють успіх синґлу Długość…, виданого трьома роками раніше.
На думку деяких критиків, причиною популярності нового матеріалу був той факт, що його атмосфера відповідала настроям зневіри і покірності долі, що панували в тодішньому польському суспільстві. Це вочевидь підтверджує й гітарист гурту Пшемек Мишор в інтерв'ю Montreal Mirror: «Для нас Korova Milky Bar [з „Механічного апельсину“ Кубрика] є місцем, де з твоїм розумом може трапитися щось незвичне. Це місце на зразок сучасної Польщі. Знаєте, Польща є місцем, у якому з твоїм розумом кояться дуже дивні речі. Це місце повне криз, і все навколо тебе є дуже сумне, дуже похмуре, дуже попсуте. Тому й тексти на нашій платівці сумні. Ми багато співаємо про перебування в дивному стані душі».
Myslovitz виступив із матеріалом з Korova Milky Bar на кількох європейських фестивалях, у тому числі на найбільшому німецькому фестивалі альтернативної музики Bizarre і престижному Montreux Jazz Festival. Підтримували також Iggy Pop і Simple Minds в їхніх концертних турах того року. Отримали нагороду MTV Europe Music Award в категорії Best Polish Act, на яку номінувалися вже двічі в попередні роки.
В листопаді 2002 Myslovitz підписав новий контракт з польським відділом EMI — Pomaton. Першим альбомом, записаним під цим новим лейблом, була англомовна версія Korova Milky Bar, яку було видано в 27 країнах (серед яких Німеччина, Нідерланди, Бельгія, Швейцарія, Франція, Іспанія, Росія, Туреччина і ПАР). Окрім матеріалу з Korova… диск містить також англомовні версії старих творів. Długość… з'являється на синґлі як The Sound of Solitude (старішу англійську версію з дещо незручною, проте точніше перекладеною назвою The Length of The Solitude Sound, можна знайти на виданому в Польщі синґлі як B-side). Режисером відеокліпу до цієї пісні був Януш Камінський, кінооператор і режисер польського походження, нагороджений преміями Оскар за найкращі зйомки у Списку Шиндлера і Рятуючи рядового Райана. Камінський відкинув тоді пропозицію Мартіна Скорсезе, аби мати змогу працювати з Myslovitz. Він назвав себе «фаном» Myslovitz, кажучи: «Працюю тільки для Спілберга і для Myslovitz […] Гроші не відіграють тут ніякої ролі. Чого не зробиш для своїх ідолів!» Відеокліп часто показували на MTV Europe, а альбом отримав схвальні рецензії в європейській музичній пресі, особливо в Німеччині. Однак ротація на радіо була радше епізодичною і у великій мірі обмеженою до трансляцій в радіопередачах альтернативної музики (як, наприклад, у Джона Піла у Великій Британії). Як наслідок, Myslovitz досі не вдалося досягти вершин хіт-парадів поза межами Польщі.
В 2003 Myslovitz виступав із гуртами Travis і Скін (відомою за Skunk Anansie) на фестивалі The Road to Edinburgh, де в черговий раз були нагороджені MTV Europe Music Award у категорії Best Polish Act.
Того ж року Sony Music видала обов'язковий у зв'язку із закінченням контракту збірник під назвою The Best of. Просуваючий його синґл Kraków є рімейком, записаним із зірками польської авторської (бардівської) пісні 1970-х років, Марком Ґрехутою і студентським колективом Anawa. Пісня швидко досягла успіху, що відбилося на популярності альбому в цілому.
У 2004 році гурт видав DVD-альбом із відеокліпами та інтерв'ю музикантів. Бонусом були фотосесії групи.
Навесні 2004 Myslovitz знову вирушає в концертний тур по Європі, розпочинаючи його концертом для німецького суспільного радіо і телебачення WDR у переддень розширення Євросоюзу (30 квітня). Окрім появи як хедлайнерів на кількох невеличких концертах і коротких виступів на фестивалях (у тому числі на найбільшому швейцарському фестивалі просто неба в St. Gallen), вони знову відкривають концерти Iggy Pop, The Stooges у Європі, а також The Corrs у Великій Британії та континентальній Європі.
У грудні 2004 EMI видає найновіший диск Myslovitz під назвою Skalary, mieczyki, neonki («Скалярії, мечоносці, неонові рибки»), завершуючи неопублікуваний раніше матеріал із сесій звукозапису Korova Milky Bar — довгі, психоделічно-експериментальні і головним чином інструментальні музичні пейзажі, що переходять у дуже меланхолійну атмосферу. Музикою цього альбому Myslovitz відчутно наближається до стилю Radiohead; у ній можна також зауважити виразну схожість із творчістю Pink Floyd.
Нещодавно гурт закінчив роботу над новим альбомом Happiness Is Easy («Щастя — це просто»), прем'єра якого відбулася 19 травня 2006 року. На диску знаходиться 13 творів, а перший синґл, Mieć czy być («Мати чи бути»), натхнений однойменною книгою Еріха Фрома, потрапив на радіо ще в березні.
Можна сперечатися, чи успіх Myslovitz має відношення до пожвавлення польської альтернативної рок-сцени в останньому десятиріччі, яке створило такі гурти як eM, Kombajn Do Zbierania Kur Po Wioskach, Lili Marlene чи Negatyw. Безсумнівно однак те, що гурт зробив значущий внесок до розвитку музики цього стилю в Польщі.

## Myslovitz і Mysłowice
Myslovitz продовжує традицію американських рок-«динозаврів» 1970-х років, що давали гуртам назви своїх рідних міст, як наприклад, Chicago чи Boston. У випадку з Myslovitz вибір назви гурту видається спричиненим їхнім неоднозначним відношенням до свого міста, яке вони уявляли собі радше провінційним, а точніше, сталося так, що учасники гурту, вештаючись по старих, пустих та розсипаючихся будинках у своєму місті, натрапили на зруйновану довоєнну кахлеву піч, на чавунних дверцятах якої виднівся німецький напис: Myslovitz.
В рецензії The best of… ліберальний католицький Tygodnik Powszechny стверджує: «[…] походячи з Мисловиць, гурт вступив у новий, чудовий світ шоу-бізнесу з маломістечковим комплексом». В інтерв'ю для Montreal Mirror (див. також вище) гітарист Пшемек Мишор назвав Мисловиці так: «пригнічуюче […], як і всі малі міста. В Польщі є тільки декілька великих міст. А під великим я розумію місто, в якому є культура. Знаєте, міста, в яких є великі клуби. Ми постійно мешкаємо в Мисловицях, але це місто є добрим для помирання, не для життя. Наш регіон Польщі, на півдні, є дуже промисловим, гірництво, важка промисловість». За такі слова учасників гурту часто критикували за «паскудження до власного гнізда», однак вони парадоксально допомогли очистити імідж свого міста. Висловлення музичного журналіста Лєшка Гноїнського (один з авторів «Енциклопедії Польського Рока»): «Мисловиці — місто з населенням близько 100 тисяч мешканців. До початку 90-х років було відоме щонайбільше своїми шахтами — допоки ці п'ять гостей з гітарами не перетворили шахтарське місто на місце, яке на мапі Польщі може знайти кожен».
Вплив Myslovitz був одним із чинників, стимулюючих місцеву музичну сцену. В той час завдяки гуртам на зразок Negatyw і Supermusic у Мисловицях жваво розвивається сцена альтернативного року і хіп-хопу. Закладені далеко від Варшави, уважаної за центр польської комерційної індустрії розваг, Мисловиці навіть виграють від свого іміджу провінційного, звичайного міста, що не має нічого спільного з комерцією. Тут напрошується аналогія з феноменом британського «Медчестеру» (Манчестер) у 1980-х та на початку 1990-х років.

## Дискографія

### Альбоми
- 1995 Myslovitz (MJM Music Poland)
- 1996 Sun Machine (Sony Music Polska)
- 1997 Z rozmyślań przy śniadaniu (Sony Music)
- 1999 Miłość w czasach popkultury (Sony Music)
- 2002 Korova Milky Bar (Sony Music Polska)
- 2003 The Best of (Sony Music Polska)
- 2003 Korova Milky Bar (англомовна версія) (англомовна версія) (Capitol/EMI Pomaton)
- 2004 Skalary, mieczyki, neonki (Capitol/EMI Pomaton)
- 2006 Happiness Is Easy (Capitol/EMI Pomaton)
- 2007 Happiness Is Easy (англомовна версія) — заплановано
- 2011 Nieważne jak wysoko jesteśmy… (EMI Music Poland)
- 2013 1.577 (EMI Music Poland)
- 2023 Wszystkie narkotyki świata

### Синґли
- 1995 Myslovitz
- 1995 Zgon
- 1995 Krótka piosenka o miłości
- 1996 Maj
- 1996 Z twarzą Marilyn Monroe
- 1996 Historia jednej znajomości
- 1996 Peggy Brown
- 1997 Blue velvet
- 1997 Scenariusz dla moich sąsiadów
- 1997 Margaret
- 1998 To nie był film
- 1998 Zwykły dzień
- 1999 Długość dźwięku samotności
- 2000 My
- 2000 Chłopcy
- 2000 Polowanie na wielbłąda
- 2000 Dla Ciebie
- 2002 Acidland
- 2002 Sprzedawcy marzeń
- 2003 Chciałbym umrzeć z miłości
- 2003 Kraków (Myslovitz, Марк Ґрехута і Anawa)
- 2003 Behind Closed Eyes
- 2003 Acidland (англомовна версія)
- 2003 Sound Of Solitude
- 2003 Sei taing kya
- 2004 Życie to surfing
- 2006 Mieć czy być
- 2006 Nocnym pociągiem aż do końca świata
- 2007 W deszczu maleńkich żółtych kwiatów — прем'єра 29.01.2007

### DVD
- 2003 O sobie 1995–2001 (Sony Music Polska)
- 2004 Życie to surfing (Capitol/EMI Pomaton)
- 2005 Singles 1995–2005
- 2006 Happiness Is Easy (live)

## Нагороди
- 1995 «Недооцінені ’95» — нагорода радіо RMF FM
- 1999 «Фридерик» у категоріях «Гурт року», «Рок-альбом року», «Пісня року» (за Długość dźwięku samotności)
- 1999 "Паспорт «Політики» в категорії «Рок, поп, естрада»
- 2000 нагорода від журналу Tylko Rock в категорії «Гурт року»
- 2000 «Фридерик» у категоріях «Пісня року» (Chłopcy), «Відеокліп року» (Dla ciebie)
- 2001 «Фридерик» у категорії «Альбом року — Альтернативна музика»
- 2002 статуетка XI фестивалю польських відеокліпів Yach Film за відео Acidland у категорії «Сценарій»
- 2002 нагорода V конкурсу Trofea Elle 2002 в категорії «Найстильніша зірка музики»
- 2002 MTV European Music Awards у категорії «Best Polish Act 2002»
- 2002 вдруге нагороджені MTV European Music Awards у категорії «Best Polish Act 2003»
- 2003 «Фридерик» за альбом Korova Milky Bar
- 2003 альбом року в категорії «Без поділу на країну і світ» за результатами голосування в радіопередачі Trójkowy ekspres (III канал польського радіо)
- 2005 Нагорода «Європейський прорив» від Єврокомісії за альбом Korova Milky Bar (найкращі продажі серед 10 країн, які нещодавно вступили до ЄС)
- 2006 Panteon Teraz Rock — нагорода щомісячника Teraz Rock. Гурт відзначений за заслуги перед польською музикою
- 2006 Спеціальна нагорода тижневика Wprost і журналу WiK за «Найкращий текст пісні» (W deszczu maleńkich żółtych kwiatów).